# 實原登
實原登，日本動畫師、動畫演出家。靜岡縣濱松市出身。

## 概要
中村Production出身，現時加入了Studio Pastoral。人物設計和製作設計均充分呈現原作，在製作《魔法老師》兩部OAD時對此顯得興奮。

## 作品列表

### 電視動畫
- 麵包超人（それいけ!アンパンマン，1988年－）動畫
- （1991年－1992年）動畫
- 美少女戰士S（美少女戦士セーラームーンS，1994年－1995年）動畫
- 魔法騎士（魔法騎士レイアース，1994年－1995年）原畫
- （1995年）原畫
- 秀逗魔導士NEXT（スレイヤーズNEXT，1996年）原畫
- 鋼鐵神兵（B'T X，1996年）原畫
- 機動戰艦（機動戦艦ナデシコ，1996年－1997年）原畫
- 勇者指令（勇者指令ダグオン，1996年－1997年）原畫
- 浪客劍心（るろうに剣心 -明治剣客浪漫譚-，1996年－1998年）原畫
- 烈火之炎（烈火の炎，1997年－1998年）原畫
- VIRUS （1997年）原畫
- （1998年－1999年）原畫
- 天使不設防!（天使になるもんっ!，1999年）作畫監督、原畫、OP動畫製作
- 鋼鐵天使（鋼鉄天使くるみ，1999年－2000年）原畫
- 魔法少年（魔術士オーフェン Revenge，1999年－2000年）原畫
- 萬有引力（グラビテーション，2000年）原畫
- 袖珍女侍小梅（HAND MAID メイ，2000年）原畫
- 銀河冒險戰記（ヴァンドレッド，2000年）原畫
- 學校怪談（学校の怪談，2000年－2001年）原畫、OP原畫
- （2000年－2001年）原畫
- ANGELIC LAYER 天使領域（機動天使エンジェリックレイヤー，2001年）OP原畫
- 銀河天使（ギャラクシーエンジェル，2001年）作畫監督
- 鋼鐵天使2式（鋼鉄天使くるみ2式，2001年）原畫
- 妹妹公主（シスター・プリンセス，2001年）OP作畫監督
- 超能奇兵（スクライド，2001年）OP原畫
- 人造人009 THE CYBORG SOLDIER（サイボーグ009 THE CYBORG SOLDIER，2001年－2002年）原畫
- 辣妹掌門人（超GALS!寿蘭，2001年－2002年）作畫監督
- 笑園漫畫大王（あずまんが大王 THE ANIMATION，2002年）OP原畫
- （2002年）作畫監督
- 東京地底奇兵（東京アンダーグラウンド，2002年）作畫監督
- 東京喵喵（東京ミュウミュウ，2002年－2003年）作畫監督
- 機甲露寶（出撃!マシンロボレスキュー，2003年）作畫監督
- 變形金剛：微型傳說（超ロボット生命体トランスフォーマー マイクロン伝説，2003年）原畫
- （2004年）作畫監督
- 陰陽大戰記（陰陽大戦記，2004年－2005年）作畫監督、OP原畫
- 舞-HiME（舞-HiME，2004年－2005年）人物作畫監督
- BLEACH （2004年－）原畫
- 幸運女神（ああっ女神さまっ，2005年）原畫
- IZUMO（IZUMO -猛き剣の閃記-，2005年）分鏡
- 不可思議的教室（ぱにぽにだっしゅ!，2005年）作畫監督、作畫監督協力、原畫
- ToHeart2 （2005年－2006年）作畫監督
- 魔女之刃（ウィッチブレイド，2006年）作畫監督
- （2006年）作畫監督
- LEMON ANGEL PROJECT （2006年）分鏡、演出
- 魔法老師！？（ネギま!?，2006年－2007年）總作畫監督、作畫監督、作畫監督協力、原畫、OP原畫
- 向阳素描（ひだまりスケッチ，2007年）原畫
- 獸裝機攻（獣装機攻ダンクーガノヴァ，2007年）作畫監督
- 旋風管家（ハヤテのごとく!，2007年）作畫監督、10話特別人物設計、原畫、ED原畫
- 魔法少女奈葉StrikerS（魔法少女リリカルなのはStrikerS，2007年）原畫
- 風之聖痕（風のスティグマ，2007年）作監協力
- 絕望先生（さよなら絶望先生，2007年）作畫監督、原畫
- PRISM ARK （2007年）作畫監督
- 俗・絕望先生（俗・さよなら絶望先生，2008年）分鏡、作畫監督
- 向阳素描×365（ひだまりスケッチ×365，2008年）作畫監督、原畫
- 瑪莉亞狂熱（まりあ†ほりっく，2009年）原畫
- （2009年）製作設計、作畫監督協力
- 夏日風暴！〜春夏冬中〜（夏のあらし! 〜春夏冬中〜，2009年）作畫監督、原畫
- 向陽素描×☆☆☆（ひだまりスケッチ×☆☆☆，2010年）作畫監督、原畫
- 吸血鬼同盟（ダンス イン ザ ヴァンパイアバンド，2010年）原画
- 荒川爆笑團（荒川アンダー ザ ブリッジ，2010年）作畫監督協力
- HEROMAN （2010年）作畫監督、原畫
- 女僕咖啡廳（それでも町は廻っている，2010年）作畫監督、原畫
- 魔法少女小圓☆魔力（魔法少女まどか☆マギカ，2011年）作畫監督
- 瑪莉亞狂熱 ALIVE（まりあ†ほりっく あらいぶ，2011年）製作設計、作畫監督、作畫監督協力、原畫

### 劇場版動畫
- 跑吧！美樂斯（走れメロス，1992年）動畫
- 多啦A夢七小子與火車大暴走（ザ☆ドラえもんズ ドキドキ機関車大爆走!，2000年）原畫
- 哆啦美與多啦A夢七小子的宇宙樂園之千鈞一髮（ドラミ&ドラえもんズ 宇宙ランド危機イッパツ!，2001年）原畫
- （2002年）作畫監督

### OVA
- 偶像計劃（ （1995年－1997年）原畫
- 鋼鐵神兵 NEO（B'T X NEO，1997年－1998年）原畫
- （1999年）原畫
- （2000年）原畫
- （18禁動畫，2002年）作畫監督
- 系列 （18禁動畫，2003年－2005年）分鏡、作畫監督
- MAID iN HEAVEN SuperS （18禁動畫，2005年）原画
- 今天的五年二班Vol.1 （今日の5の2 Vol.1，2006年）分鏡
- 魔法老师！？春（2006年）衣裝設計
- 魔法老师！？夏（2006年）分鏡、作畫監督
- 魔法老师！ ～白之翼～（2008年）人物設計、總作畫監督、作畫監督、原畫
- 魔法老师！ ～另一個世界～（2009年）人物設計、總作畫監督、作畫監督、OP原畫、分鏡
- 妄想改造人改藏（2011年）作畫監督
- 黑色五葉草（2016年）人物設計、總作畫監督（人物）、作畫監督（人物）、原畫

### 遊戲
- 新世紀福音戰士 2nd Impression（新世紀エヴァンゲリオン 2nd Impression，1997年）原畫
- （1998年）活動用動畫原畫